# Duna Grande
Duna Grande, llamada también cerro Marcha, es la duna más alta del Perú y la segunda más alta del planeta, detrás de la Duna Federico Kirbus en Catamarca, noroeste de la Argentina. Se encuentra ubicada en el distrito de Vista Alegre en la Provincia de Nazca, Departamento de Ica, a unos 38 km del pueblo de Vista Alegre, capital del distrito del mismo nombre.

## Descripción
La ciudad de Nazca se ubica a 455 km al sur de Lima (capital del Perú) y es muy conocida en el mundo. En este lugar se encuentran las famosas Líneas de Nazca.
Duna Grande se encuentra a unos 25 km al SE de la ciudad de Nazca en línea recta. Las coordenadas de su base son: S14º59.452' W74º49.084', a una altitud de 769 m s. n. m., y las de su cima: S15º00.920' W74º48.750' a 1693 m s. n. m. de altitud, dando una altura útil de descenso sobre arena de 924 m.
La travesía normalmente se hace en 4 días, y el máximo de participantes fue en 2012 con 148 camionetas.

## Turismo
Desde el año 2005 se viene realizando expediciones en camionetas 4x4 a su cima.
Es un lugar ideal para la práctica del sandboard extremo, pues tiene dos caídas de pura arena, una de 700 m y otra de 1 km.
Desde su cima se tiene una buena vista de una gran concentración de Trapecios Nasca (caminos sagrados).